# Salame cotto
Il salame cotto  è un insaccato riconosciuto come prodotto agroalimentare tradizionale (P.A.T.) italiano. È tipico del Piemonte (in piemontese salam cheuit), del Piacentino (in piacentino salamm cott, salamm da cotta) dove è De.co. a Ponte dell'Olio, del Savonese (dove è particolarmente nota la produzione del comune di Sassello), del Lazio (salame cotto della Tuscia) e di Brescia.

## Descrizione

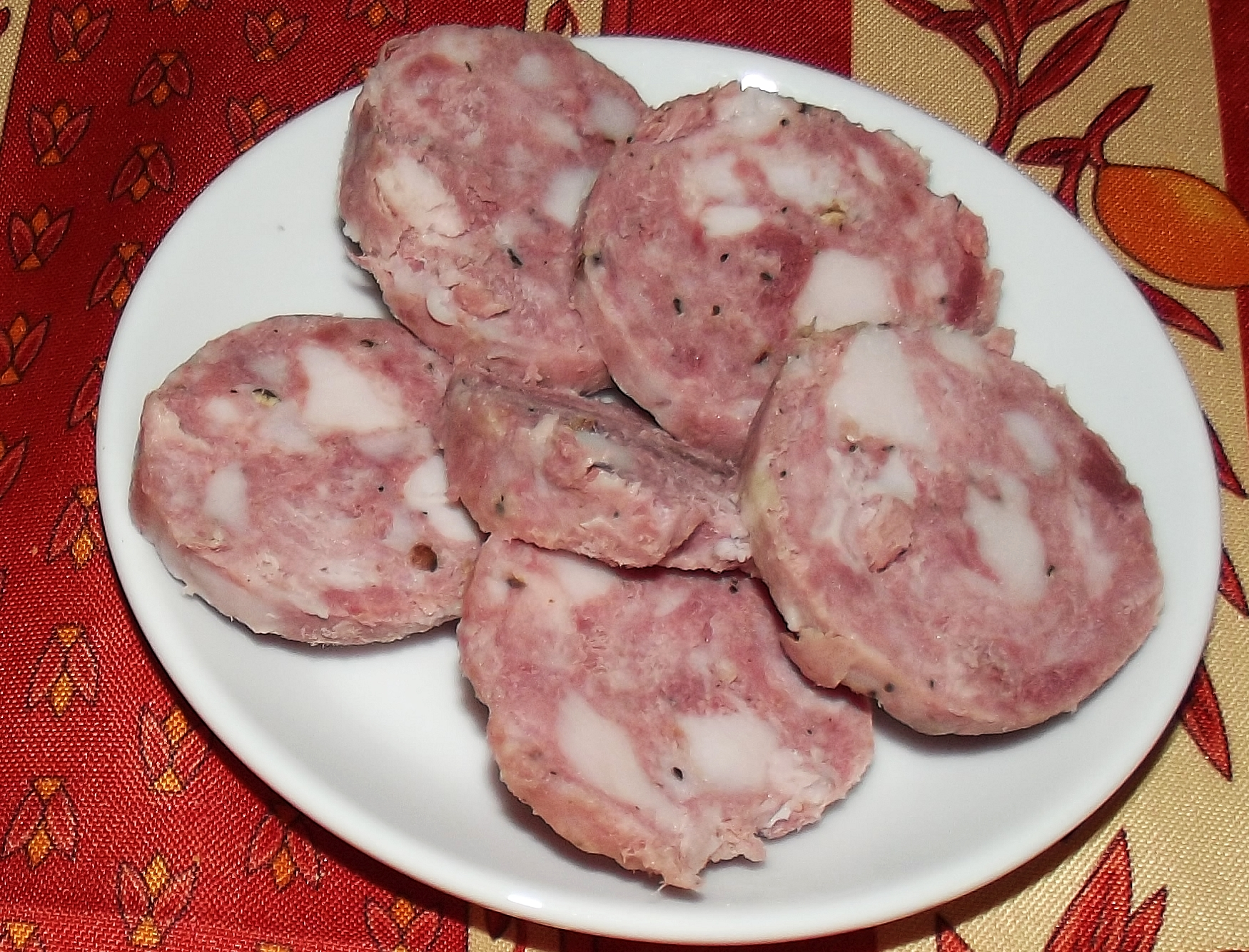
Un piattino di salame cotto grossolanamente affettato.

Il salame cotto ha un colore rosso che tende al rosa nelle sue parti magre. La sua forma è in genere cilindrica ma può a volte anche essere a fagiolo. Anche la pezzatura del salume può variare ma in genere, a seconda del tipo di budello utilizzato, appartiene o alla tipologia piccola (dai 2 ai 5 hg) o a quella grande (da 1,5 a 5 kg).

## Origini
Le ricette localmente utilizzate per la preparazione del salume sono in genere state tramandate oralmente. Un tempo il salame cotto veniva preparato con scarti e rifilature del suino, mentre le parti migliori dell'animale venivano utilizzate per il salame crudo.

## Preparazione
L'insaccato viene preparato utilizzando diverse parti magre del maiale, in particolare la spalla e rifilature risultanti da altre lavorazioni, che vengono macinate in modo più o meno fine. A queste vengono aggiunte parti grasse dell'animale come lardo e pancetta, e il tutto viene poi salato ed aromatizzato con miscele di spezie che cambiano a seconda della zona di produzione e delle ricette utilizzate. Nel Biellese ad esempio viene tradizionalmente aggiunta un po' di menta, mentre in altre aree l'impasto è conciato anche con vino. Segue l'introduzione nel budello e la bollitura, che può essere a volte sostituita dalla cottura a vapore. Il tempo di cottura varia a seconda della pezzatura del salume e può arrivare fino alle 5 ore. Spesso il salame cotto viene confezionato sotto vuoto in vista della commercializzazione nella distribuzione organizzata.
Il salame cotto prodotto in provincia di Cuneo viene tutelato dal Consorzio Salumeria Tipica (Con.Sa.Ti.), che ha sede presso la Camera di Commercio di Cuneo. La carne utilizzata deve necessariamente essere fresca e non è quindi possibile utilizzare carni congelate; i suini utilizzati devono inoltre essere stati macellati ad una età non inferiore ai 9 mesi. Nell'impasto è prescritto che la parte magra debba rappresentare l'80% del totale e quelle grassa il 20%.
Nel Piacentino alla carne suina di quarto anteriore si aggiungono grasso di rifilatura di coscia e di pancetta piacentina, più cotiche macinate.

## Consumo

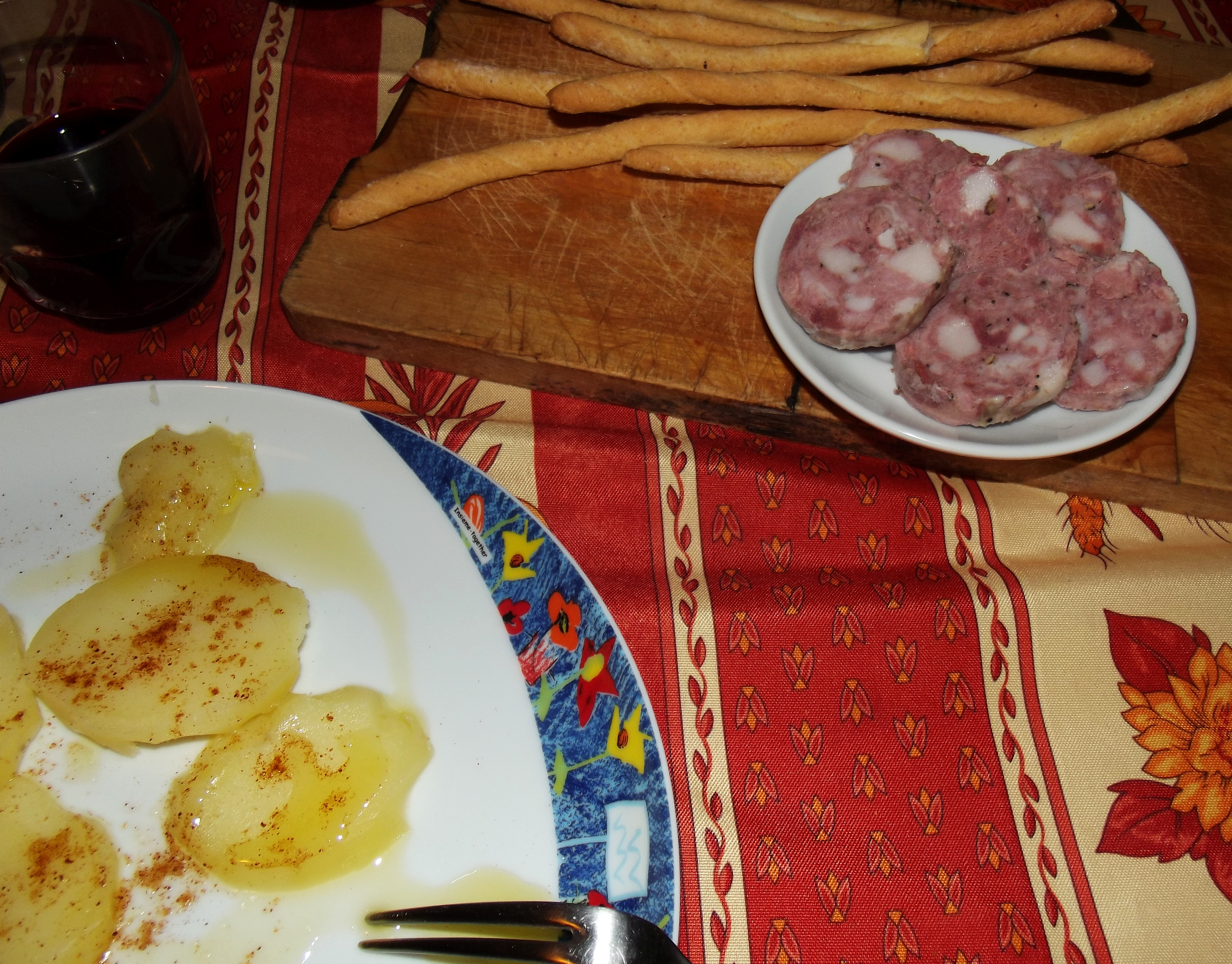
Uno spuntino a base di salame cotto, patate bollite e grissini.

Oltre che come antipasto o come ripieno per panini imbottiti, il salame cotto viene utilizzato nella preparazione di vari piatti della tradizione piemontese: tra questi si possono ricordare la "frittata rognosa" o l'insalata russa.
Come secondo piatto, in provincia di Piacenza viene tradizionalmente accompagnato con polenta e purea di patate. Di più recente introduzione l'abitudine di servirlo con crauti o in crosta di pane.